# 尼歐·邁特
尼歐·邁特（Niall Matter，1980年10月20日—）是加拿大的一位演員和模特。他最著名的作品是在靈異之城中飾演Zane Donovan角色，以及在遠古入侵：新世界中飾演Evan Cross角色。